# Portonaccio-Heiligtum
Das Portonaccio-Heiligtum ist eine sich in der Nähe der antiken Stadt Veji befindende  etruskische Tempelanlage. Sie liegt südwestlich von Veji in der Provinz Rom (Latium) und wurde nach der außerhalb der heutigen städtischen Agglomeration Roms im Stadtteil Isola Farnese (Municipio XX) gelegenen Ortschaft Portonaccio benannt.

## Geschichtliches
Das Heiligtum wurde von Massimo Pallottino in den vierziger Jahren ausgegraben, Veröffentlichungen erschienen aber erst Jahrzehnte später durch seine Schüler. Während der Ausgrabungsarbeiten kamen Inschriften zum Vorschein, die bezeugten, dass das Heiligtum der Göttin Menrva (Minerva) geweiht war. Es wird auch als Heiligtum des Gottes Aplu (Apollon) angesehen, da 1916 in seinem Areal eine Apollonstatue (Apollon von Veji) entdeckt wurde. Dieses Standbild verzierte einst den Tempelfirst und wird jetzt im Museo Nazionale Etrusco di Villa Giulia aufbewahrt. Eine Dachseite des Apollontempels wurde restauriert und überragt jetzt die Mauerreste auf einem Stahlgerüst. Das Sanktuarium der Menrva befindet sich in der Nähe und wird von einem Dach geschützt. Ansonsten sind vom ehemaligen Heiligtum nur noch die Grundmauern erhalten.
Der Komplex kann sowohl bau- als auch kultmäßig bis auf die beiden ersten Jahrzehnte des 7. Jahrhunderts v. Chr. zurückverfolgt werden. Seine endgültige Form erreichte er aber erst in der Mitte des 5. Jahrhunderts v. Chr.

## Beschreibung

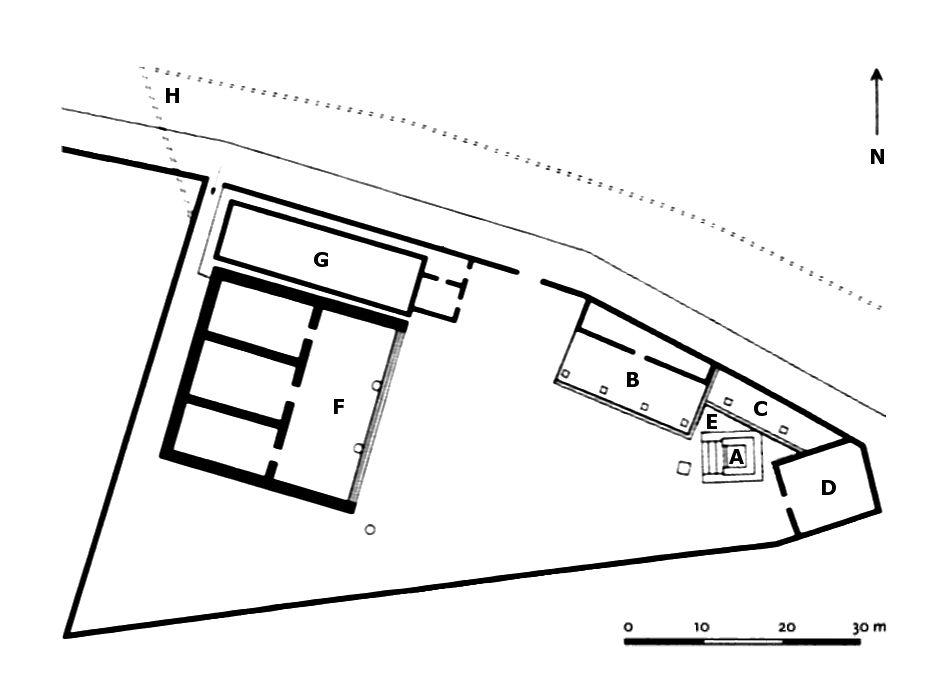
Plan des Heiligtums: (A) Altar (B) Portikus (C) Portikus (D) Gebäude (E) Bothros (F) Tempel (G) Kultbecken (H) Unterirdischer Kanal

Das Portonaccio-Heiligtum zählt zu den ältesten und am meisten geschätzten Heiligtümern ganz Etruriens. Es liegt gegenüber dem Fosso della Mola auf einem kleinen Tuffplateau, nur unweit südwestlich vom einstigen Veji. Das von einer Einfriedungsmauer umgebene Heiligtum befindet sich an einer Lichtung zu Füssen eines Hügels, über den die Stadtmauer von Veji verlief. Wie früher, als es einen heiligen Hain beherbergte, wird das Gelände auch heute noch von Wald umringt. Das Heiligtum wurde einst auf seiner gesamten Länge von einer von Veji über die Salzbergwerke Vejis ans Tyrrhenische Meer führenden Straße durchzogen, deren Trassenverlauf später von einer Römerstraße ersetzt wurde und die stellenweise noch erhalten ist.
In den Hügel wurden in der nachklassischen Zeit im 2. Jahrhundert v. Chr. zum Gewinn von Baumaterial Hohlräume vorgetrieben, was aber leider den Einsturz des darüber befindlichen Zentralteils der Anlage zur Folge hatte. Zur Realisation der heute wieder restaurierten Anlage mussten die einzelnen Bauelemente daher Block für Block aus den Hohlräumen gehievt werden.
Das Portonaccio-Heiligtum stellt zweifellos eine der bedeutendsten Fundstätten etruskischer Artefakten dar, darunter Töpferwaren und andere Gegenstände mit etruskischen Schriftzeichen, Terrakottaplastiken und andere dekorative Elemente.
Das Heiligtum gliedert sich in zwei Abschnitte:

### Das Heiligtum der Menrva
Der älteste Kern des Heiligtums befand sich ganz im Osten des Tuffplateaus und war dem Kult der Göttin Menrva geweiht. Verehrt wurde sie sowohl unter ihrem weissagenden den Aspekt (Orakel) als auch als Beschützerin der Jugend und deren Eingliederung in die Gemeinschaft. Zu Ehren der Göttin wurde – wie an andere Gottheiten (wie beispielsweise Rath = Apollon, Aritimi = Diana, Turan = Venus) gerichtete Votivinschriften zu erkennen geben – zwischen 540 und 530 v. Chr. an der Stelle der ältesten Mauerstruktur ein kleiner Tempel mit einer einzigen Cella errichtet. Er stand auf einer recht mächtigen Unterkonstruktion aus Mauerwerk, das einen aus dem Tuffplateau ragenden Felsvorsprung egalisieren musste. Der Tempel enthielt ferner einen quadratischen Altar mit Bothros (Opferrinne), einer Portikus als Zugang und zur Straße hinunterführende Treppenstufen.
Zahlreiche und sehr wertvolle Funde im Heiligtum der Menrva sind Votivgaben aus Keramik, Elfenbein und Bronze. Bemerkenswert sind Keramiken, deren Widmungsinschriften von wichtigen Persönlichkeiten (wie z. B. Lars Tolumnius oder Aulus Vibenna) – angezogen durch den Ruhm des Menrvaorakels – auf eine weite Anreise aus fernen Städten (wie z. B. Vulci, Castro oder Orvieto) schließen lassen. Herausragend ist eine vorzügliche Schenkung buntbemalter Keramik aus dem Jahr 500 v. Chr., die die Apotheose des Hercle (Herakles) in Anwesenheit seiner Schutzgöttin Menrva darstellt.

### Der Tempel des Apollon

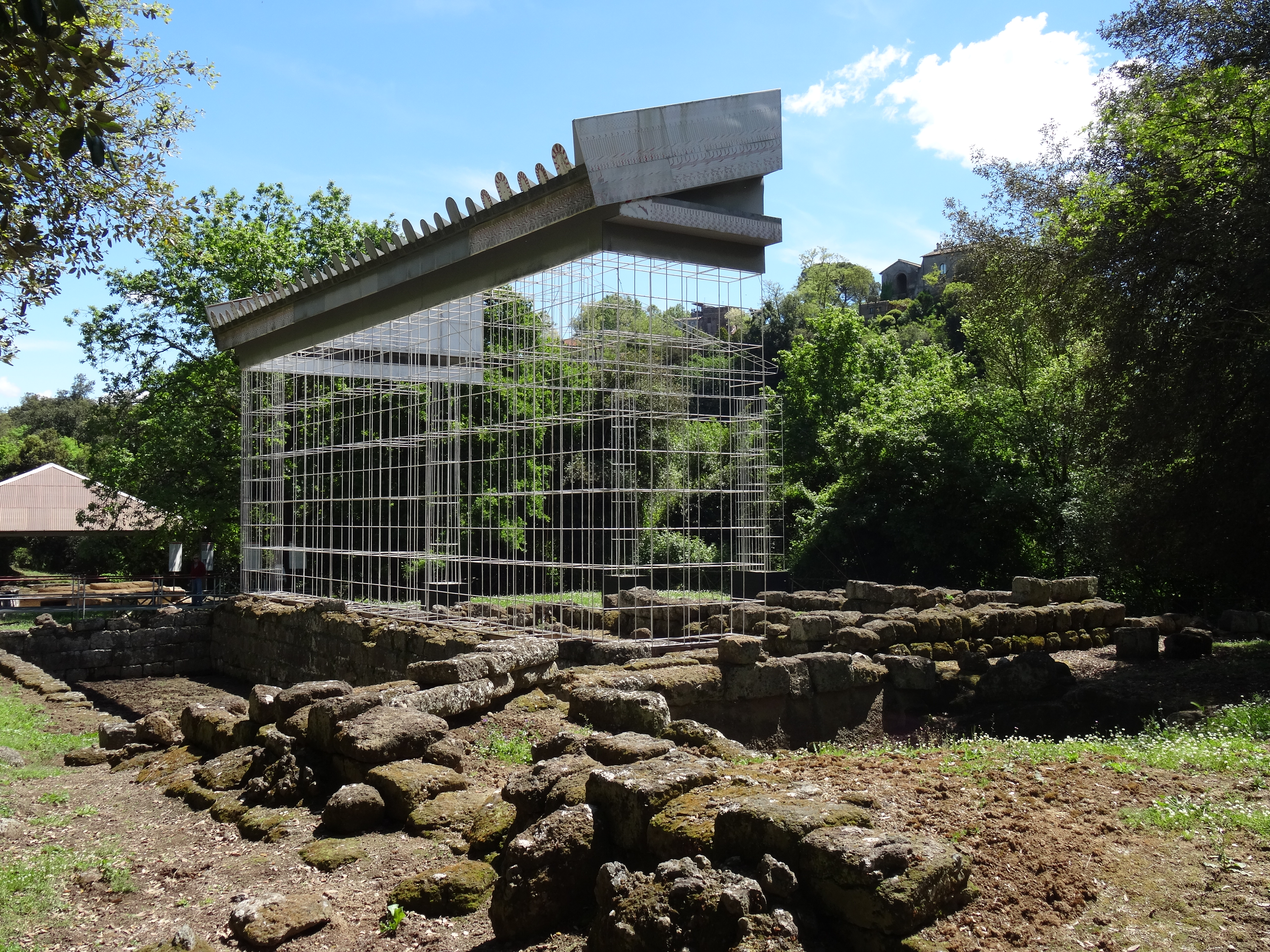
Der Apollontempel

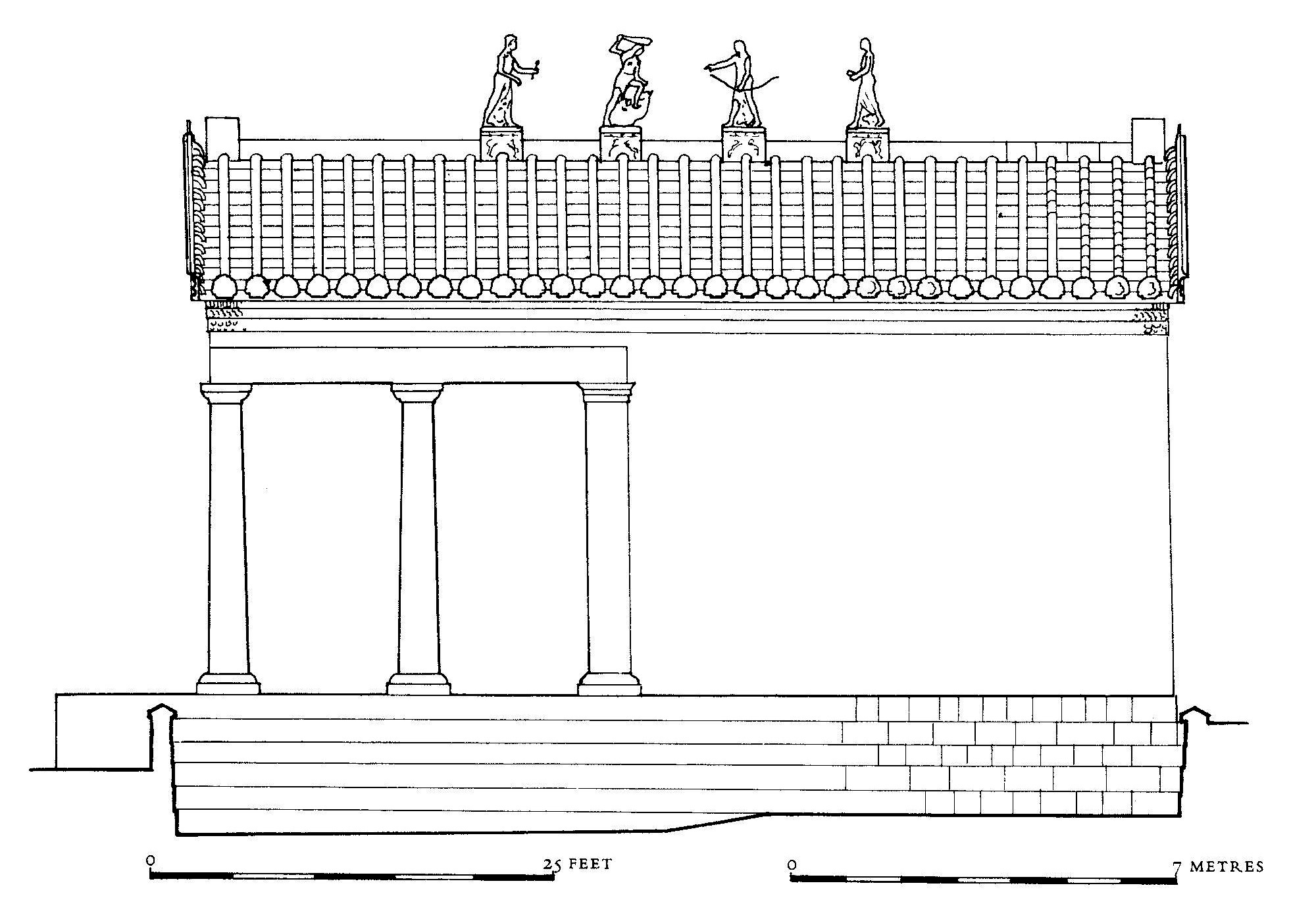
Rekonstruktionszeichnung mit der Statuengruppe auf dem Dachfirst

Im Westteil des Portonaccio-Heiligtums wurde gegen 510 v. Chr. der dreizellige Tempel des Apollon errichtet, der erste Tempel in Etrurien, der in toskanischer Ordnung erbaut worden war. Der Rekonstruktionsversuch von Giovanni Colonna und Germano Foglia aus dem Jahr 1993 sieht wie folgt aus: der Podiumstempel mit relativ niedrigem Podium hatte einen quadratischen Grundriss von 18 Metern Seitenlänge. Im Vorderteil befand sich demnach ein 7,30 Meter tiefer Pronaos zwischen den bis zur Front geführten und zwei Säulen flankierenden Anten. Zwei weitere Säulen gliederten diesen Pronaos in drei Zugänge zu dem eigentlichen Naos. Der 9,10 Meter tiefe hintere Bereich gliederte sich dann in drei nebeneinanderliegende Zellen. Ältere Rekonstruktionsvorschläge gingen hingegen von einer zwei Säulenstellungen tiefen Prostasis, das heißt einer auf ganzer Breite vorgesetzten Säulenstellung aus, hinter der sich womöglich auch nur eine einzelne, von zwei seitlichen Säulenreihen (alae, „Flügel“) flankierte Cella befand.
Die Restaurierungsarbeiten am Tempel erfolgten anhand der vermuteten ursprünglichen Dimensionen und gestatteten einen guten Einblick in Struktur und Konstruktionsweise sowie in die Platzierung der ursprünglichen Dekorationen. Der Tempel war mit exzeptionellem Dekor aus buntbemalter Terrakotta verziert, darunter eine Statuengruppe als Akroterion mit Turms (Hermes), Aplu (Apollon), Hercle (Herkules) und vermutlich Letun (Leto) mit ihrem Sohn Aplu als Kind auf dem Arm.
An die Westseite des Apollontempels grenzte ein großes Wasserbecken (mit 20 Meter Seitenlänge) und dahinterliegend ein großer freier Platz mit heiligem Hain, der im Osten von einer großen Plattform abgeschlossen wurde. Das Wasserbecken wurde über unterirdische, noch heute erkennbare Kanäle, sogenannte cuniculi, von einer Quelle gespeist. Mittels Blocktechnik erbaut und anschließend mit wasserundurchlässigen Ton verputzt, dürfte es für Kulthandlungen eine herausragende Rolle gespielt haben.
Die Kulthandlungen, gepaart mit Reinigungszeremonien, galten vor allem dem Apollon/Rath unter seinem vom delphischen Vorbild inspirierten prophetischen Orakelaspekt. Assoziiert mit Aplu (Apollon) war der vergöttlichte Held Hercle (Herakles) und möglicherweise auch Tinia (Jupiter).

## Archäologische Funde

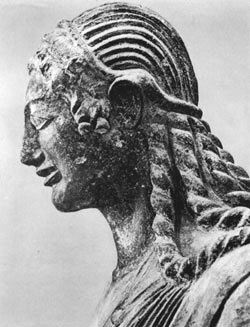
Kopfansicht des Apollo von Veji

Die archäologischen Funde stammen vom ausgehenden 6. Jahrhundert v. Chr. Anzuführen sind Verkleidungsplatten, Dekorationen aus Terrakotta, die Kammerwände schmückende Fresken aus Terrakotta, plastisch mit Gorgonen- und Mänadenhäuptern ausgestaltete Stirnziegel (Antefixe) an der Traufe und vor allen Dingen Statuengruppen aus Terrakotta (Terrakottaplastiken), darunter der berühmte Apollon von Veji.
Die Firstakrotere des Satteldachs und auch die Stirnziegel können einer einzigen Werkstatt zugeordnet werden, wahrscheinlich der des berühmten Künstlers Vulca – bekannt durch die Überlieferung bei Plinius, demzufolge er bei der Ausschmückung des Kapitolinischen Tempels in Rom mitwirkte. Der erste Tempel des Jupiter Capitolinus war vom etruskischen König Tarquinius Superbus in Auftrag gegeben und 509 v. Chr. eingeweiht worden.
Die Stirnziegel haben eine rein dekorative Funktion, die Themenkreise der Ornamente hingegen wurden ganz gezielt ausgewählt, um den Gott Apollo durch wichtige Szenen aus der Mythologie zu ehren. Darunter der Kampf Apollos gegen Herakles um die Kerynitische Hirschkuh mit den Goldhörnern und die ihr Kind Apollon in den Armen tragende Leto. Andere Terrakottagruppen mit beispielsweise Hermesköpfen sind bisher noch nicht formell identifiziert worden.

## Verfall
Im Verlauf des 5. Jahrhunderts v. Chr. beeinträchtigten bauliche Veränderungen das weitere Schicksal des Heiligtums. So wurde das Sacellum abgerissen, da es wahrscheinlich den Anforderungen der kultischen Handlungen nicht mehr gerecht wurde. Die Terrakotta-Figurengruppen wurden hinter der Nord- und Westmauer vergraben, bis sie nach Beginn der Ausgrabungsarbeiten im Jahr 1914 im Jahr 1916 von Giulio Quirino Giglioli wiederentdeckt wurden.
Dennoch war der Minervakult gegen Ende des 5. Jahrhunderts erneut aufgeblüht und hatte sogar die Eroberung Vejis durch Rom im Jahre 396 v. Chr. überdauert. Dies wird durch eine Serie von hervorragenden Votivgaben bezeugt, welche aus klassischen bis spätklassischen Jungenstatuen bestehen, darunter der berühmte Kopf des „Malavolta“. Die Votivgaben unterstreichen die Bedeutung der Göttin bei Mannbarkeitsritualen, die für diesen wichtigen Lebensabschnitt unter den aristokratischen Familien Vejis offensichtlich eine große Rolle spielten.